# Celtic Woman: Emerald – Musical Gems
Celtic Woman: Emerald – Musical Gems är ett studioalbum av Celtic Woman. 

## Låtlista
| Nr  | Titel                                          | Vokalist(er)                                             | Längd |
| --- | ---------------------------------------------- | -------------------------------------------------------- | ----- |
| 1.  | Mo Ghile Mear                                  | Chloë Agnew, Lisa Lambe, Susan McFadden, Mairead Nesbitt | 04:17 |
| 2.  | Dúlaman                                        | Lambe                                                    | 04:20 |
| 3.  | Caledonia                                      | McFadden                                                 | 05:00 |
| 4.  | Amazing Grace                                  | Agnew, Lambe, McFadden                                   | 05:50 |
| 5.  | The New Ground                                 |                                                          | 02:04 |
| 6.  | She Moved Thru The Fair                        | Agnew, Lambe                                             | 03:18 |
| 7.  | Bridge Over Troubled Water                     | Lambe                                                    | 02:59 |
| 8.  | Níl Sé'n Lá                                    | Agnew, Lambe, McFadden, Nesbitt                          | 03:36 |
| 9.  | Danny Boy                                      | Agnew, Lambe, Mcfadden, Nesbitt                          | 03:16 |
| 10. | The Voice                                      | McFadden, Nesbitt                                        | 03:07 |
| 11. | The Parting Glass                              | Agnew, Lambe, Mcfadden, Nesbitt                          | 04:17 |
| 12. | You Raise Me Up                                | Agnew, Lambe, Mcfadden, Nesbitt                          | 04:11 |
| 13. | The Coast Of Galicia (Live) (Target Exclusive) | Nesbitt                                                  | 04:43 |
| 14. | Teir Abhaile Riu (Live) (Target Exclusive)     | Agnew, Lambe, Mcfadden, Nesbitt                          | 05:09 |
| 15. | Ave Maria (Live) (Target Exclusive)            | Agnew                                                    | 04:17 |